# Lagocephalus guentheri
Lagocephalus guentheri är en fiskart som beskrevs av Miranda Ribeiro 1915. Lagocephalus guentheri ingår i släktet Lagocephalus och familjen blåsfiskar. Inga underarter finns listade i Catalogue of Life.